# Havana (пісня Каміли Кабельйо)
«Havana» — пісня кубинсько-американської співачки Каміла Кабельйо за участі американського репера Young Thug. Сингл вийшов 3 серпня 2017 року разом із «OMG», з її сольного дебютного альбому Camila (2018). У серпні 2017 року Кабельйо підтвердила пісню як другий сингл альбому. Вперше на радіо потрапила 8 вересня 2017 року. Завдяки своєму зростаючому успіху «Havana» пізніше стала офіційним провідним синглом Camila, замінивши «Crying in the Club». У листопаді 2017 року на сторінку YouTube Кабельйо була завантажена ремікс-версія пісні з пуерто-риканським репером Daddy Yankee.
«Havana» досягла першого місця в багатьох країнах, включаючи Австралію, Бразилію, Канаду, Францію, Мексику, Шотландію, Велику Британію та США, а також потрапила до першої десятки інших країн. Музичний кліп був зрежисований Дейвом Маєрсом. Вона отримала нагороду Відео року на 2018 MTV Video Music Awards, отримавши ще три номінації. Вертикальне відео, режисера Сем Лека, було випущено 10 листопада 2017 року на її офіційному каналі Vevo. У кліпі показані співачка й кілька танцюристів у метро Нью-Йорка.